# タウン級軽巡洋艦 (2代)
| タウン級軽巡洋艦 | タウン級軽巡洋艦 |
| ---------------- | --- |
|                  | |
| 艦級概観         | |
| 艦種             | 軽巡洋艦 |
| 艦名             | 都市名 |
| 前級             | アリシューザ級軽巡洋艦 |
| 次級             | ダイドー級軽巡洋艦 |
| 性能諸元         | |
| 排水量           | サウサンプトン級 11,540 トン グロスター級 11,930 トン エディンバラ級 13,175 トン |
| 全長             | サウサンプトン級 591.6 ft (180 m) グロスター級 591.6 ft (180 m) エディンバラ級 613.6 ft (187 m) |
| 全幅             | サウサンプトン級 62.3 ft (19.0 m) グロスター級 64.9 ft (19.8 m) エディンバラ級 64.9 ft (19.8 m) |
| 吃水             | サウサンプトン級 20 ft (6.1 m) グロスター級 20.6 ft (6.3 m) エディンバラ級 22.6 ft (6.9 m) |
| 機関             | 海軍式三胴型重油専焼缶4基＋パーソンズ式オール・ギヤードタービン4基4軸推進 |
| 最大出力         | サウサンプトン級 75,000hp グロスター級 82,500hp エディンバラ級 80,000hp |
| 最大速力         | サウサンプトン級 32ノット (59 km/h) グロスター級 32.25ノット エディンバラ級 32.5ノット |
| 航続距離         | サウサンプトン級 12ノット/12,000海里(重油：1,950トン、｢バーミンガム｣｢シェフィールド｣は2,075トン) グロスター級 12ノット/12,100海里(重油：2,075トン) エディンバラ級 12ノット/12,200海里(重油：2,250トン) |
| 乗員             | サウサンプトン級 750名 グロスター級 800名 エディンバラ級 850名 |
| 兵装             | Mk XXIII 15.2cm（50口径)三連装砲4基 Mk XVII 10,2cm（45口径）高角砲連装4基 2ポンド4連装ポムポム砲2基 12.7mm四連装機銃2基 53.3cm三連装魚雷発射管2基                                                      |
| 装甲             | 舷側：114mm(VP部、水線部のみ) 甲板：38mm(VP部のみ) 弾火薬庫：25～114mm 主砲塔：51mm(前盾)、25mm(側盾)、-mm(後盾)、-mm(天蓋)                                                                            |
| 航空兵装         | 水上機3機 カタパルト1基 |

タウン級軽巡洋艦 (Town-class) は、イギリス海軍の軽巡洋艦の艦級。本級は1930年のロンドン海軍軍縮条約での制限に従って設計された。兵装や船体の違いにより、サウサンプトン級、グロスター級、エディンバラ級の三つに分類される。
同時代のアメリカや日本の軽巡洋艦と同様に、タウン級軽巡洋艦は名ばかりの「軽巡洋艦」であった。ロンドン海軍軍縮条約では「軽巡洋艦」の定義として、主砲は5インチより大きく6.1インチ (155 mm) 以下の砲を持つ艦とし、日米英仏伊の各国とも、重巡洋艦と同規模の船体および出力を持つ軽巡洋艦を建造することで、その排水量制限を回避しようとした。これらの「軽巡洋艦」は船体の規模に比べ小口径の砲を搭載したのが特徴である。

## サウサンプトン級
サウサンプトン級はタウン級最初のサブクラスであった。以降の級は改サウサンプトン級と呼ばれた。サウサンプトン級はアメリカ海軍のブルックリン級や日本海軍の最上型に応じて建造された。

## グロスター級
グロスター級は設計変更された甲板および増加した装甲を持つ砲塔を装備した。

## エディンバラ級
エディンバラ級はサウサンプトン級、グロスター級に比べ船体が延長された。また、主砲も当初は4連装6インチ砲塔を4基装備する予定であったが、砲塔の開発が困難だったため、前級と同様の砲塔が装備された。4インチ両用砲4門および2ポンド砲8門が増設され、装甲も強化された。

## 改良
タウン級はすべての艦が第二次世界大戦中から朝鮮戦争後にかけて大きく改修された。グラスゴー、シェフィールドおよびニューキャッスルは第二次世界大戦の間に後部6インチ砲塔を4連装40mmボフォース砲2基と交換した。

## 戦役
サウサンプトン級は1936年に進水し、第二次世界大戦が始まる2年前の1937年に就役した。本級は第二次世界大戦において多くの戦闘に参加し、北岬沖海戦でドイツ戦艦シャルンホルストを沈めると言った大きな戦果を挙げた。本級の内エディンバラ、グロスター、マンチェスター、サウサンプトンの4隻は第二次世界大戦で戦没している。残った艦は朝鮮戦争に参加、活躍した。最後に退役した艦はシェフィールドで、1967年に退役した。ベルファストは大英帝国戦争博物館の展示艦としてロンドンのテムズ川に係留、公開されている。

## 参考図書
- 「世界の艦船増刊第46集　イギリス巡洋艦史」（海人社）